# Doppelhaus Wilder-Mann-Straße 19/21

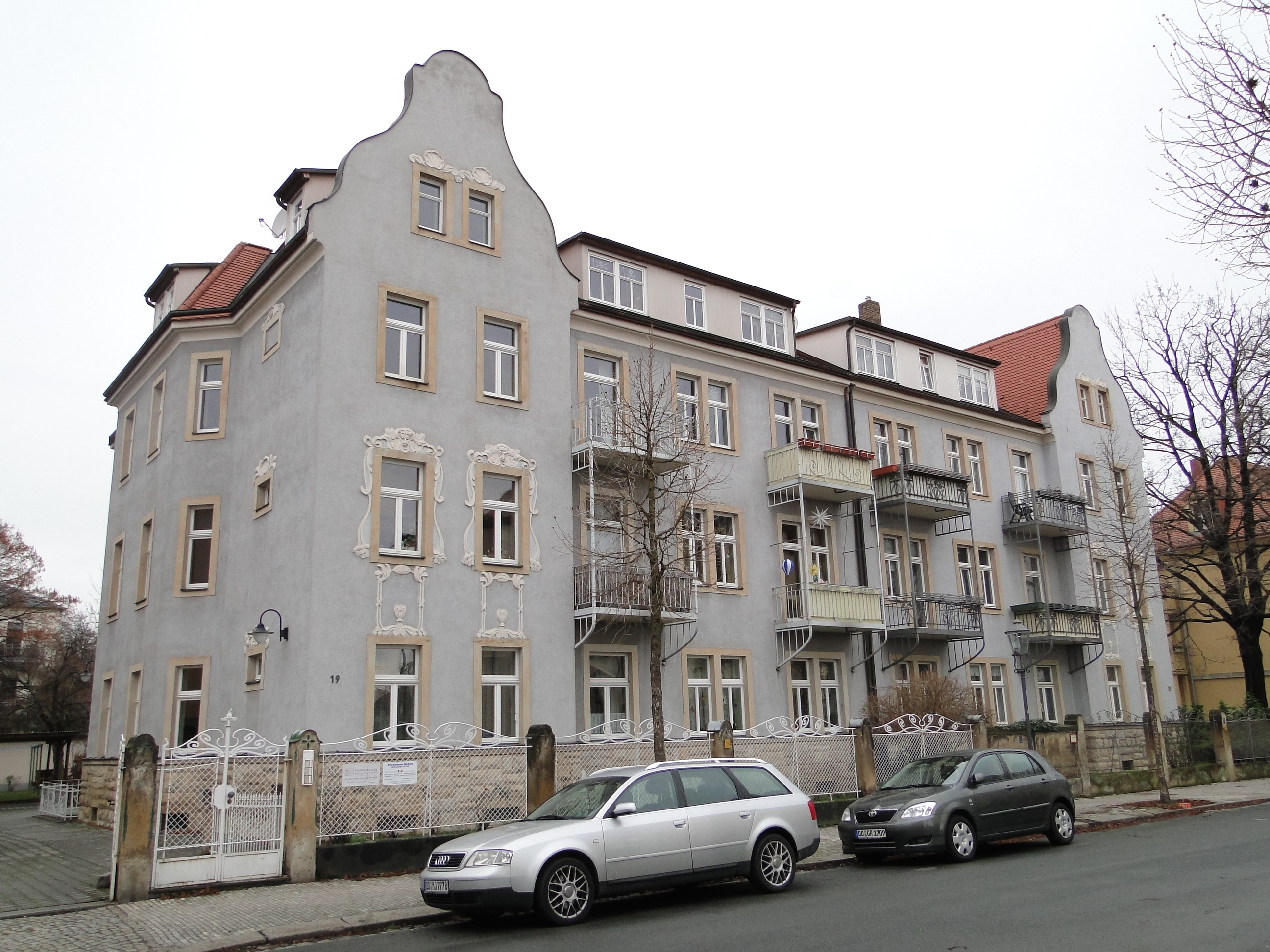
Doppelhaus Wilder-Mann-Straße 19/21

Das Doppelhaus Wilder-Mann-Straße 19/21 ist ein denkmalgeschützter Bau in Dresden-Trachau.

## Beschreibung
Das von 1903 bis 1905 errichtete Gebäude ist symmetrisch angelegt worden und drei Geschosse hoch. Die Fassade zeigt eine „herkömmliche späthistoristische Gestaltung“.  Bei den Fenstereinfassungen sind Stuckdekorationen im Jugendstil zu sehen. Die Querriegel sind leicht hervortretend.